# 119e régiment d'infanterie (The Prince's Own)
Pour les articles homonymes, voir 119e régiment.
Le 119e régiment d'infanterie (The Prince's Own), en anglais : 119th (The Prince's Own) Regiment of Foot, est une unité militaire de la guerre de Sept Ans.

## Historique
Le régiment est levé par ordre du 25 juin 1762, sous le commandement du colonel (propriétaire) Charles FitzRoy. Il amalgame six compagnies d'infanterie précédemment indépendantes et trois nouvelles compagnies. Il reçoit son titre officiel en août.
Le régiment est dissous le 7 mars 1763, après la fin de la guerre (traité de Paris, signé le 10 février 1763).

## Uniforme
Le régiment porte un uniforme différent de celui des autres régiments d'infanterie britanniques de l'époque. Les hommes portent un casque assez proche de celui du 15e régiment de dragons légers, avec le monogramme G R (George Rex). L'uniforme est visiblement inspiré des fantassins croates de l'empire d'Autriche, avec des hauts-de-chausses à la hongroise de couleur blanche et des bottes basses. 
L'usage de la pique est également attesté chez les Grenzers (en) autrichiens, mais celle du 119e régiment est constituée par une simple baïonnette fixée au bout d'un bâton. 